# Aspret-Sarrat
Aspret-Sarrat (Aspreth e eth Sarrat en occitan) est une commune française située dans le sud-ouest du département de la Haute-Garonne, en région Occitanie. Sur le plan historique et culturel, la commune fait partie du pays de Comminges, correspondant à l’ancien comté de Comminges, circonscription de la province de Gascogne située sur les départements actuels du Gers, de la Haute-Garonne, des Hautes-Pyrénées et de l'Ariège.
Exposée à un climat océanique altéré, elle est drainée par divers petits cours d'eau.
Aspret-Sarrat est une commune rurale qui compte 128 habitants en 2022, après avoir connu une forte hausse de la population depuis 1975. Elle fait partie de l'aire d'attraction de Saint-Gaudens. Ses habitants sont appelés les Aspratois ou  Aspratoises.

## Géographie

### Localisation
La commune d'Aspret-Sarrat se trouve dans le département de la Haute-Garonne, en région Occitanie.
Elle se situe à 84 km à vol d'oiseau de Toulouse, préfecture du département, et à 5 km de Saint-Gaudens, sous-préfecture.
Les communes les plus proches sont : 
Régades (1,9 km), Encausse-les-Thermes (2,8 km), Valentine (3,3 km), Rieucazé (3,5 km), Lespiteau (3,6 km), Payssous (3,7 km), Miramont-de-Comminges (3,8 km), Labarthe-Rivière (3,9 km).
Sur le plan historique et culturel, Aspret-Sarrat fait partie du pays de Comminges, correspondant à l’ancien comté de Comminges, circonscription de la province de Gascogne située sur les départements actuels du Gers, de la Haute-Garonne, des Hautes-Pyrénées et de l'Ariège.
Aspret-Sarrat est limitrophe de sept autres communes.
Les communes limitrophes sont  Encausse-les-Thermes, Labarthe-Rivière, Miramont-de-Comminges, Régades, Saint-Gaudens, Sauveterre-de-Comminges et Valentine.
| Valentine               | Saint-Gaudens | Miramont-de-Comminges |
| Labarthe-Rivière        | Aspret-Sarrat | Encausse-les-Thermes  |
| Sauveterre-de-Comminges | Régades       |                       |

Cette commune de l'aire d'attraction de Saint-Gaudens est située dans le Comminges, à 6 km au sud de Saint-Gaudens.

### Géologie et relief
La superficie de la commune est de 382 hectares ; son altitude varie de 388  à   568 mètres.

### Hydrographie

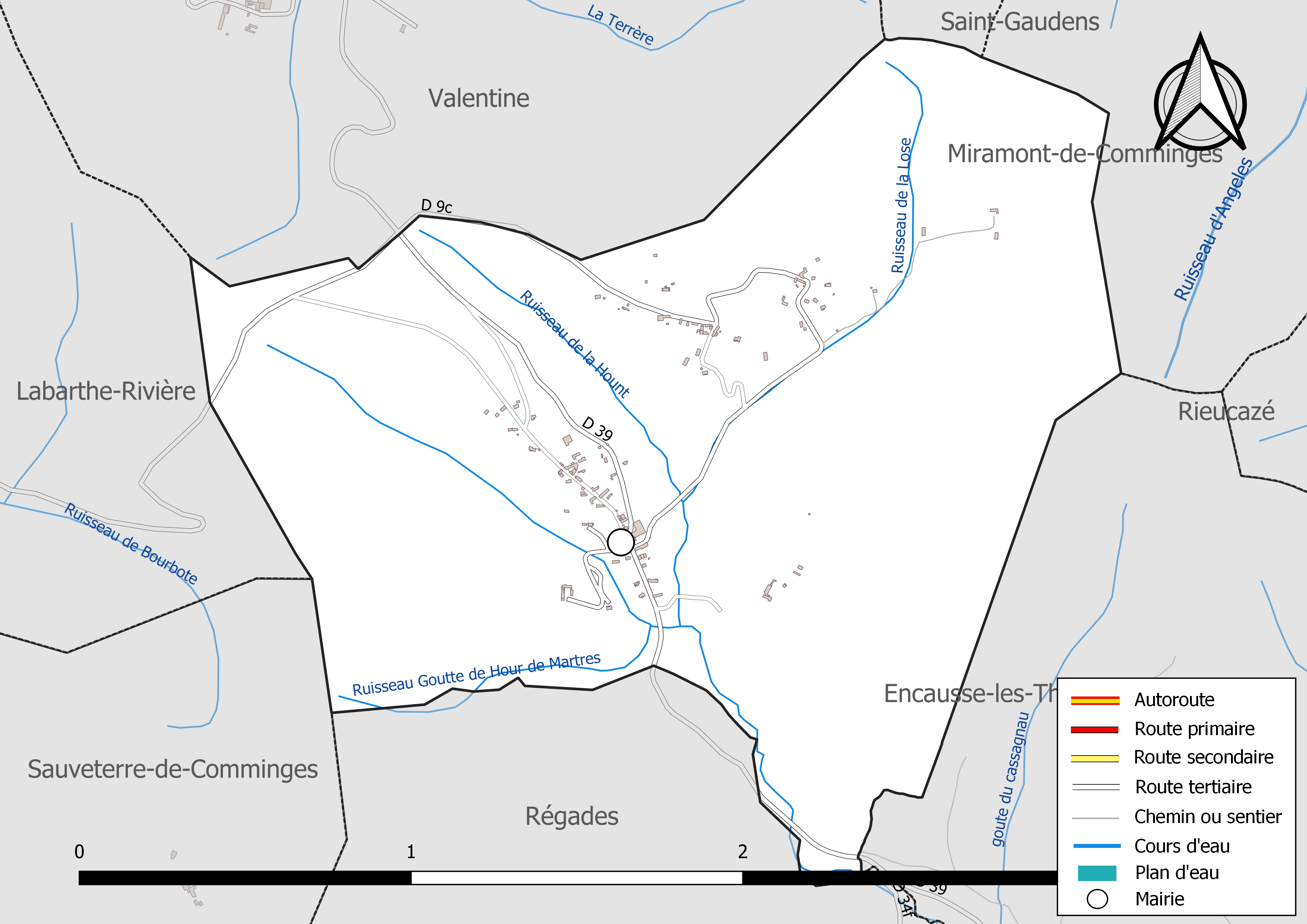
Réseaux hydrographique et routier d'Aspret-Sarrat.

La commune est dans le Bassin de la Garonne, au sein du bassin hydrographique Adour-Garonne. Elle est drainée par le ruisseau de la Hount, le ruisseau de la Lose, le ruisseau Goutte de Hour de Martres et par un petit cours d'eau, constituant un réseau hydrographique de 6 km de longueur totale,.

### Climat
Pour des articles plus généraux, voir Climat de l'Occitanie et Climat de la Haute-Garonne.
En 2010, le climat de la commune est de type climat océanique altéré, selon une étude s'appuyant sur une série de données couvrant la période 1971-2000. En 2020, Météo-France publie une typologie des climats de la France métropolitaine dans laquelle la commune est exposée à un climat de montagne ou de marges de montagne et est dans la région climatique Pyrénées centrales, caractérisée par une pluviométrie annuelle de 1 000 à 1 200 mm.
Pour la période 1971-2000, la température annuelle moyenne est de 12 °C, avec une amplitude thermique annuelle de 14,5 °C. Le cumul annuel moyen de précipitations est de 1 070 mm, avec 9,3 jours de précipitations en janvier et 6,8 jours en juillet. Pour la période 1991-2020, la température moyenne annuelle observée sur la station météorologique la plus proche, située sur la commune de Clarac à 8 km à vol d'oiseau, est de 12,5 °C et le cumul annuel moyen de précipitations est de 804,9 mm,. Pour l'avenir, les paramètres climatiques de la commune estimés pour 2050 selon différents scénarios d'émission de gaz à effet de serre sont consultables sur un site dédié publié par Météo-France en novembre 2022.

### Milieux naturels et biodiversité
Aucun espace naturel présentant un intérêt patrimonial n'est recensé sur la commune dans l'inventaire national du patrimoine naturel,,.

## Urbanisme

### Typologie
Au 1er janvier 2024, Aspret-Sarrat est catégorisée commune rurale à habitat dispersé, selon la nouvelle grille communale de densité à sept niveaux définie par l'Insee en 2022.
Elle est située hors unité urbaine. Par ailleurs la commune fait partie de l'aire d'attraction de Saint-Gaudens, dont elle est une commune de la couronne,. Cette aire, qui regroupe 85 communes, est catégorisée dans les aires de moins de 50 000 habitants,.

### Occupation des sols
L'occupation des sols de la commune, telle qu'elle ressort de la base de données européenne d’occupation biophysique des sols Corine Land Cover (CLC), est marquée par l'importance des forêts et milieux semi-naturels (60 % en 2018), une proportion identique à celle de 1990 (60 %). La répartition détaillée en 2018 est la suivante : 
forêts (60 %), prairies (40 %). L'évolution de l’occupation des sols de la commune et de ses infrastructures peut être observée sur les différentes représentations cartographiques du territoire : la carte de Cassini (XVIIIe siècle), la carte d'état-major (1820-1866) et les cartes ou photos aériennes de l'IGN pour la période actuelle (1950 à aujourd'hui).

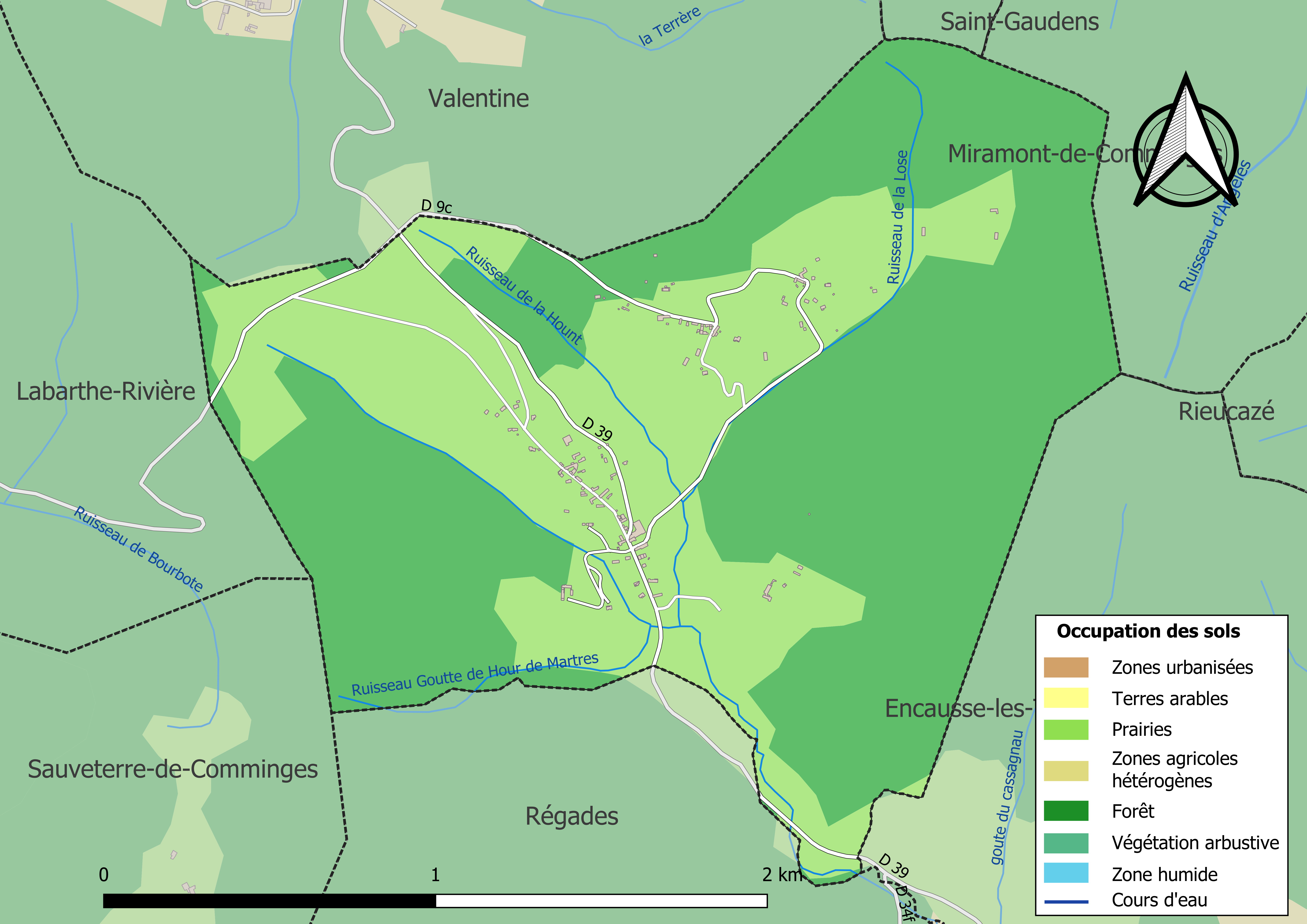
Carte des infrastructures et de l'occupation des sols de la commune en 2018 (CLC).

### Voies de communication et transports
Accès par l'autoroute A64 sortie no 18 et avec le réseau Arc-en-ciel ainsi qu'en gare de Saint-Gaudens.

## Politique et administration

### Administration municipale
Le nombre d'habitants au recensement de 2011 étant compris entre 100 et 499, le nombre de membres du conseil municipal pour l'élection de 2014 est de onze,.

### Rattachements administratifs et électoraux
Commune faisant partie de la huitième circonscription de la Haute-Garonne, de la communauté de communes Cœur et Coteaux de Comminges et du canton de Saint-Gaudens. Avant le 1er janvier 2017, Aspret-Sarrat faisait partie de la communauté de communes du Saint-Gaudinois.
La commune est également membre du SIVOM de Saint-Gaudens Montréjeau Aspet Magnoac.

### Liste des maires
| Période                                  | Période                  | Identité       | Étiquette | Qualité                    |
| ---------------------------------------- | ------------------------ | -------------- | --------- | -------------------------- |
| avant 1981                               | ?                        | Alain Faux     | DVG       |                            |
|                                          | 2001                     | Gérard Gambart |           |                            |
| mars 2001                                | octobre 2022 (démission) | Claude Abadie  | DVG       | Retraité Fonction publique |
| 2022                                     | En cours                 | Lydie Noguès   |           |                            |
| Les données manquantes sont à compléter. |                          |                |           |                            |

## Population et société

### Démographie
| 1793 | 1800 | 1806 | 1821 | 1831 | 1836 | 1841 | 1846 | 1851 |
| ---- | ---- | ---- | ---- | ---- | ---- | ---- | ---- | ---- |
| 117  | 151  | 94   | 147  | 177  | 182  | 189  | 206  | 200  |

| 1856 | 1861 | 1866 | 1872 | 1876 | 1881 | 1886 | 1891 | 1896 |
| ---- | ---- | ---- | ---- | ---- | ---- | ---- | ---- | ---- |
| 222  | 177  | 195  | 185  | 191  | 184  | 174  | 152  | 142  |

| 1901 | 1906 | 1911 | 1921 | 1926 | 1931 | 1936 | 1946 | 1954 |
| ---- | ---- | ---- | ---- | ---- | ---- | ---- | ---- | ---- |
| 132  | 114  | 113  | 105  | 87   | 81   | 84   | 86   | 62   |

| 1962 | 1968 | 1975 | 1982 | 1990 | 1999 | 2006 | 2008 | 2013 |
| ---- | ---- | ---- | ---- | ---- | ---- | ---- | ---- | ---- |
| 68   | 53   | 68   | 77   | 96   | 97   | 134  | 144  | 141  |

| 2018 | 2022 | - | - | - | - | - | - | - |
| ---- | ---- | - | - | - | - | - | - | - |
| 132  | 128  | - | - | - | - | - | - | - |

| selon la population municipale des années : | 1968 | 1975 | 1982 | 1990 | 1999 | 2006 | 2009 | 2013 |
| Rang de la commune dans le département      | 107  | 154  | 155  | 163  | 169  | 180  | 182  | 181  |
| Nombre de communes du département           | 592  | 582  | 586  | 588  | 588  | 588  | 589  | 589  |

### Enseignement
Aspret-Sarrat fait partie de l'académie de Toulouse.

### Sports
La côte d'Aspret-Sarrat, classée en 4e catégorie du Grand prix de la montagne, est la dernière difficulté de la 16e étape du Tour de France 2021, à 7 km de l'arrivée à Saint-Gaudens.

## Économie

### Emploi
|                | 2008   | 2013  | 2018  |
| -------------- | ------ | ----- | ----- |
| Commune        | 12,4 % | 7,3 % | 5,7 % |
| Département    | 7,7 %  | 9,6 % | 9,3 % |
| France entière | 8,3 %  | 10 %  | 10 %  |

En 2018, la population âgée de 15 à 64 ans s'élève à 88 personnes, parmi lesquelles on compte 76,1 % d'actifs (70,5 % ayant un emploi et 5,7 % de chômeurs) et 23,9 % d'inactifs,. En  2018, le taux de chômage communal (au sens du recensement) des 15-64 ans est inférieur à celui de la France et du département, alors qu'en 2008 la situation était inverse.
La commune fait partie de la couronne de l'aire d'attraction de Saint-Gaudens, du fait qu'au moins 15 % des actifs travaillent dans le pôle,. Elle compte 19 emplois en 2018, contre 16 en 2013 et 16 en 2008. Le nombre d'actifs ayant un emploi résidant dans la commune est de 62, soit un indicateur de concentration d'emploi de 30,2 % et un taux d'activité parmi les 15 ans ou plus de 56,8 %.
Sur ces 62 actifs de 15 ans ou plus ayant un emploi, 12 travaillent dans la commune, soit 19 % des habitants. Pour se rendre au travail, 88,7 % des habitants utilisent un véhicule personnel ou de fonction à quatre roues, 4,8 % les transports en commun, 3,2 % s'y rendent en deux-roues, à vélo ou à pied et 3,2 % n'ont pas besoin de transport (travail au domicile).

### Activités hors agriculture
11 établissements sont implantés  à Aspret-Sarrat au 31 décembre 2019.
Le secteur de la construction est prépondérant sur la commune puisqu'il représente 45,5 % du nombre total d'établissements de la commune (5 sur les 11 entreprises implantées  à Aspret-Sarrat), contre 12 % au niveau départemental.

### Agriculture
|               | 1988 | 2000 | 2010 | 2020 |
| ------------- | ---- | ---- | ---- | ---- |
| Exploitations | 6    | 3    | 0    | 1    |
| SAU (ha)      | 72   | 59   | 0    | 3    |

La commune est dans « La Rivière », une petite région agricole localisée dans le sud du département de la Haute-Garonne, constituant la partie piémont au relief plus doux que les Pyrénées centrales la bordant au sud et où la vallée de la Garonne s’élargit. En 2020, l'orientation technico-économique de l'agriculture sur la commune est l'exploitation de grandes cultures (hors céréales et oléoprotéagineuses). Une seule exploitation agricole ayant son siège dans la commune est recensée lors du recensement agricole de 2020 (six en 1988). La superficie agricole utilisée est de 3 ha,,.

## Culture locale et patrimoine

### Lieux et monuments
- Église Saint-Fiacre.

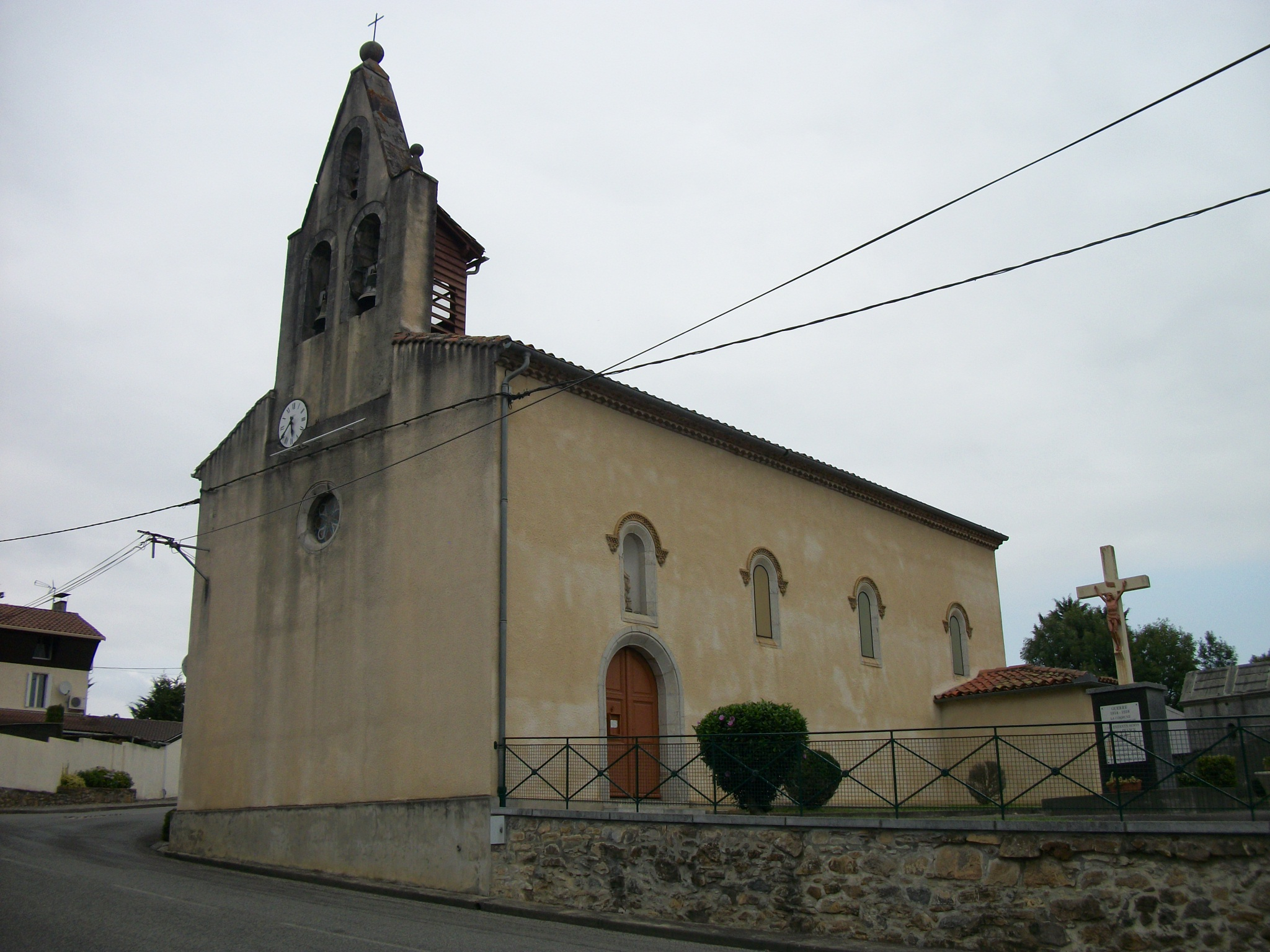
L'église Saint-Fiacre.
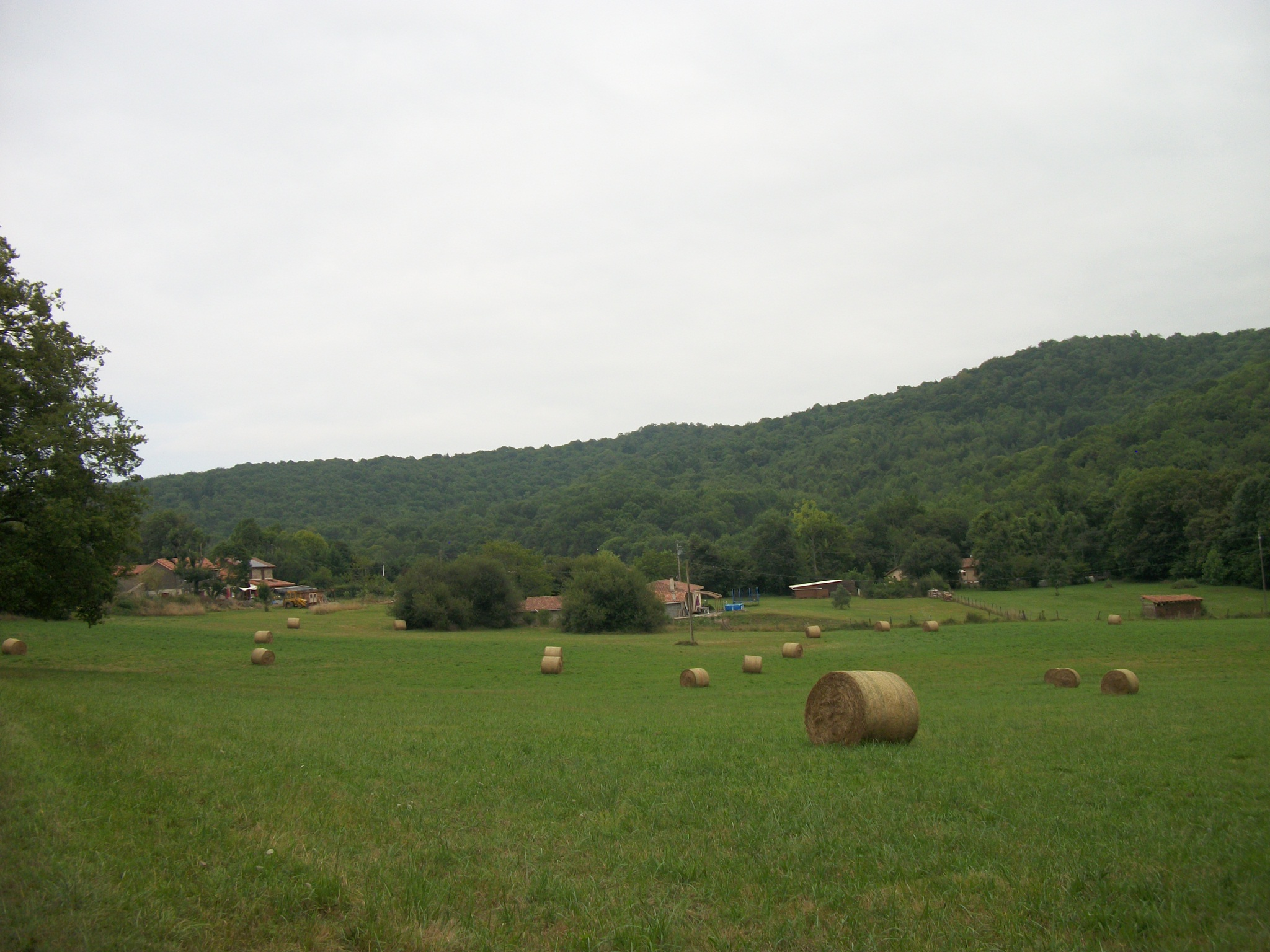
Vue d'une partie du hameau de Sarrat.